# Muhammad Bello
Muhammadu Bello Mai Wurno, محمد بلو en àrab (1781-1837) fou el segon governant de Sokoto, generalment considerat sultà de Sokoto o també califa de Sokoto (els autors musulmans parlen de la dawla uthmaniyya o "estat dels Osmans, Uthmans en àrab)". Era fill de Osman Dan Fodio i de raça fulbe o peul toronkawa, procedent del Futa Toro, però de família establerta feia molt de temps a país hausa. Va estudiar amb la seva família i als 20 anys ja era considerat un savi. El 1804 va participar en l'hegira del seu pare des de Degel (al sultanat de Gobir) a Gwandu, just més enllà del sultanat i fou dels primers que va reconèixer al seu pare com amir al-Muminin i va participar en les lluites dels quatre anys següents que van destruir el sultanat de Gobir i els principats hausses.
En vida del seu pare va construir les muralles de Gwandu que durant dos anys fou la capital de l'Imperi (1806-1808). El 1808 els fulbe van conquerir Alkalawa, la capital de Gober o Gobir i Osman Dan Fodio es va traslladar a Sifawa. Llavors va donar el govern de Gwandu al seu germà Abdullahi o Abdoulaye Dan Fodio (nascut el 1766) amb autoritat sobre les províncies occidentals, mentre el seu fill Muhammad Bello rebria aviat el govern de les províncies orientals. Abdoulaye va tenir residència inicial a Gwandu però va fer construir una nova capital a Bodinga, prop de Sifawa, per poder estar més prop del seu germà. Osman Dan Fodio va traslladar el 1809 la seva capital a Sokoto, fins aleshores un llogaret, i hi va construir una muralla, esdevenint el centre de les províncies orientals. Des de 1810 fou l'encarregat de la correspondència diplomàtica i política i de la polèmica amb l'emir Muhammad al-Amin al-Kanemi de Bornu. El 1812 va rebre el govern de les províncies orientals que de fet ja estava portant. Osman va morir uns anys després (1817).
Abdulaye es va dirigir ràpidament de Bodinga a Sokoto (22 km) però quan va arribar, el seu nebot Muhammad Bello ja havia estat proclamat Sarkin Musulmi o en àrab amir al-muminin (Comandant dels Creients) i les portes de la ciutat li foren tancades. Segons la llei fulbe o fulani la successió corresponia al germà i no al fill, però Abdulaye es va retirar a Gwandu. Quan va arribar a aquesta es va trobar que Abd al-Salam s'havia revoltat i llavors Muhammad Bello va venir en el seu ajut. Llavors Abdulaye va rebre a Muhammad Bello reconeixent-lo com a Comandant del Creients i fent la salutació deguda a aquest càrrec. Junts van reprimir la revolta d'Abd al-Salam a la batalla de Kalembena o Kalembaina (1819 o 1820) i Abdulaye fou confirmat en la possessió de les províncies occidentals, encara que sota la nominal autoritat del Sarkin Muslimi de Sokoto. Això fou l'origen de l'emirat de Gwandu i de fet també del sultanat de Sokoto. Abdulaye no va agafar el títol d'emir que el seu nebot li va donar sinó el més senzill de mallan.
El govern de Muhammadu Bello va estar ple de guerres exteriors i revoltes internes. Les principals guerres foren una contra Bornu del 1825 al 1827 i una contra una coalició de tuaregs, gobirawes (de Gobir) i katsinawes (de Katsina) als que va derrotar en la batalla de Gawakuke el 1836.
Internament va fer reformes administratives i va establir definitivament la funció de wazir que va exercir Uthman ibn Abi Bakr, més conegut pel seu nom hausa de Gidado dan Laima, que encara va exercir sota el successor de Muhammad Bello, Abu Bakr al-Atik o Abu-Bakr Atiku I Mai Katuru (1837-1842) i del qual els descendents van exercir de manera hereditària aquesta funció fins avançat el segle xx; el wazir s'ocupava de les relacions amb els emirs o caps regionals i locals, i rebia els tributs.
Muhammad Bello va intervenir en els afers d'altres estats, i així a Zaria el 1821 i 1834 i a Kano el 1829, sempre per ordenar la successió dinàstica que presentava problemes. Va establir dos nous emirats del que fou emir: Missau el 1831 i Jamaare el 1835. Per contenir els gobirawes i els zamfarawes (de Zamfara) va construir una sèrie de ribats o fortaleses a les valls de Rima i Sokoto. Va crear també el sistema de kofa que consistia en què els emirs delegaven a Sokoto una persona de la seva confiança per defensar els seus interessos a la cort i d'altra banda comprovava els tributs a pagar.
Fou també un cap religiós, un savi i un sufita devot. Afiliat a la confraria dels Kadiriyya. Una de les seves filles es va casar amb el gran savi musulmà al-Hadjdj Umar ibn Said. Va deixar importants escrits polítics i sobretot religiosos. Va tenir contactes amb Europa rebent el 1824 i altre cop el 1826-1937 a l'escocès Hugh Clapperton, enviat del govern britànic (que va morir a Sokoto en la seva segon visita). Muhammad va morir poc després el 26 d'octubre de 1837.